# Dorian Charles
Dorian Charles (* 18. Juni 2005) ist ein Leichtathlet aus Trinidad und Tobago, der sich auf den 400-Meter-Hürdenlauf spezialisiert hat und auch im Speerwurf an den Start geht.

## Sportliche Laufbahn
Erste internationale Erfahrungen sammelte Dorian Charles bei den CARIFTA Games 2022 in Kingston, bei denen er im Speerwurf mit 58,84 m den fünften Platz belegte und über 400 m Hürden nicht ins Ziel kam. Im Jahr darauf gewann er bei den CARIFTA Games in Nassau mit 61,58 m die Silbermedaille im Speerwurf und belegte in 54,71 s den fünften Platz im Hürdenlauf. Anschließend belegte er bei den U23-NACAC-Meisterschaften in San José in 53,71 s den sechsten Platz über 400 m Hürden und gelangte mit 53,33 m auf den fünften Platz im Speerwurf. Zudem klassierte er sich mit der 4-mal-400-Meter-Staffel mit 3:11,25 min ebenfalls auf dem fünften Platz. 2024 gewann er bei den CARIFTA Games in St. George’s in 52,70 s die Bronzemedaille über 400 m Hürden und belegte im Speerwurf mit 62,39 m den fünften Platz. im August schied er bei den U20-Weltmeisterschaften in Lima mit 53,65 s in der ersten Runde im Hürdenlauf aus und verpasste mit der Staffel mit 3:11,67 min den Finaleinzug.
In den Jahren 2023 und 2024 wurde Charles trinidadisch-tobagischer Meister im 400-Meter-Hürdenlauf.

## Persönliche Bestleistungen
- 400 m Hürden: 52,02 s, 24. Juni 2023 in Kingston
- Speerwurf: 66,02 m, 24. Juni 2023 in Kingston